# Музей індіанських танцюристів Кошаре
Музей індіанських танцюристів Кошаре є зареєстрованим місцем Історичного товариства Колорадо в Ла-Хунті, штат Колорадо .  Сам музей є розташований в корпусі молодшого коледжу Otero, у ньому є три поверхи з прибудованою ківою, яка побудована з найбільшим у світі самостійним дахом з колод.  Будівля збудована в 1949 році 
У музеї представлені роботи членів племен Пуебло та Рівнинних індіанців. 
Музей також сприяє поїздці бойскаутів на ранчо Філмонт, надаючи музейні знижки, а також проживання в гуртожитку для відвідувачів груп бойскаутів.
Десятиліттями реакції корінних американців на танцювальні вистави Кошаре були негативними, базуючись на культурному присвоєнні корінних культур як формі расової дискримінації.

## Індіанські танцюристи Кошаре
Індіанські танцюристи Кошаре є членами бойскаутського загону 232 у Раді бойскаутів Америки Рокі-Маунтін, розташованій у Ла-Хунті, штат Колорадо . Вони показують приклад свого індіанського танцю з 1933 року  Кошаре займаються скаутськими активностями такими як: подорожі з наметами, виготовленням нашивок і господарською діяльністю, Кошаре виготовляють спеціальні танцювальні костюми, які включають в собі елементи шкіри та бісеру. Ця техніка виготовлення костюмів базується на їхніх власних історичних дослідженнях. Вони подорожують країною та виконують традиційні церемоніальні танці племен Рівнини і Пуебло.  Вони також проводять 50–60 літніх і зимових церемоніальних шоу, щорічно  у своїй ківі, розташованій в індійському музеї Кошаре в Ла Хунта. Кошаре вже виступили в 47 штатах.  Після закриття в 2019 році через Covid-19 танцювальні вистави відновляться в серпні 2021 року з обмеженою кількістю місць приблизно до половини від попередніх 350. 

### Історія
Знайдені Скаутмастером і автором «Скаутмастерський молитовник» Джеймсом Ф. «Бак» Бершерсом (1909–1987) у лютому 1933 року , бойскаути індіанського клубу, спочатку проводили свої виступи на задньому дворі Бершерса та в курнику. Згодом їх перейменували на Кошаре, що мовою хопі означає «клоун» або «творець насолоди», тому що Бершерс вважав це ім’я лаконічним для ранніх членів загону. Білл Сіссон і Боб Інман, перші два скаути Індіанських танцюристів Кошаре, розширили бойскаутський загін 232 , щоб надати місце вісімнадцятьом іншим скаутам.  Їх перший виступ відбувся у вересні 1933 року в єпископальній церкві Св. Ендрю в Ла Хунта, Колорадо. 
Я був на багатьох виставах, від Медісон Сквер Гарден і театру в Новому Амстердамі, до Голлівуд Боул і іподрому Санта-Аніта, я не можу нічого пригадати, що зрівнялося б з виступом цих бойскаутів, який нещодавно відбувся в театрі Ред Рок, на пагорбах від Денвера.
Бути хорошим хлопцем — це збірка спогадів про індіанських танцюристів Кошаре. Книга також служить архівом історії музею та висвітлення в ЗМІ. 

### Чини Кошаре

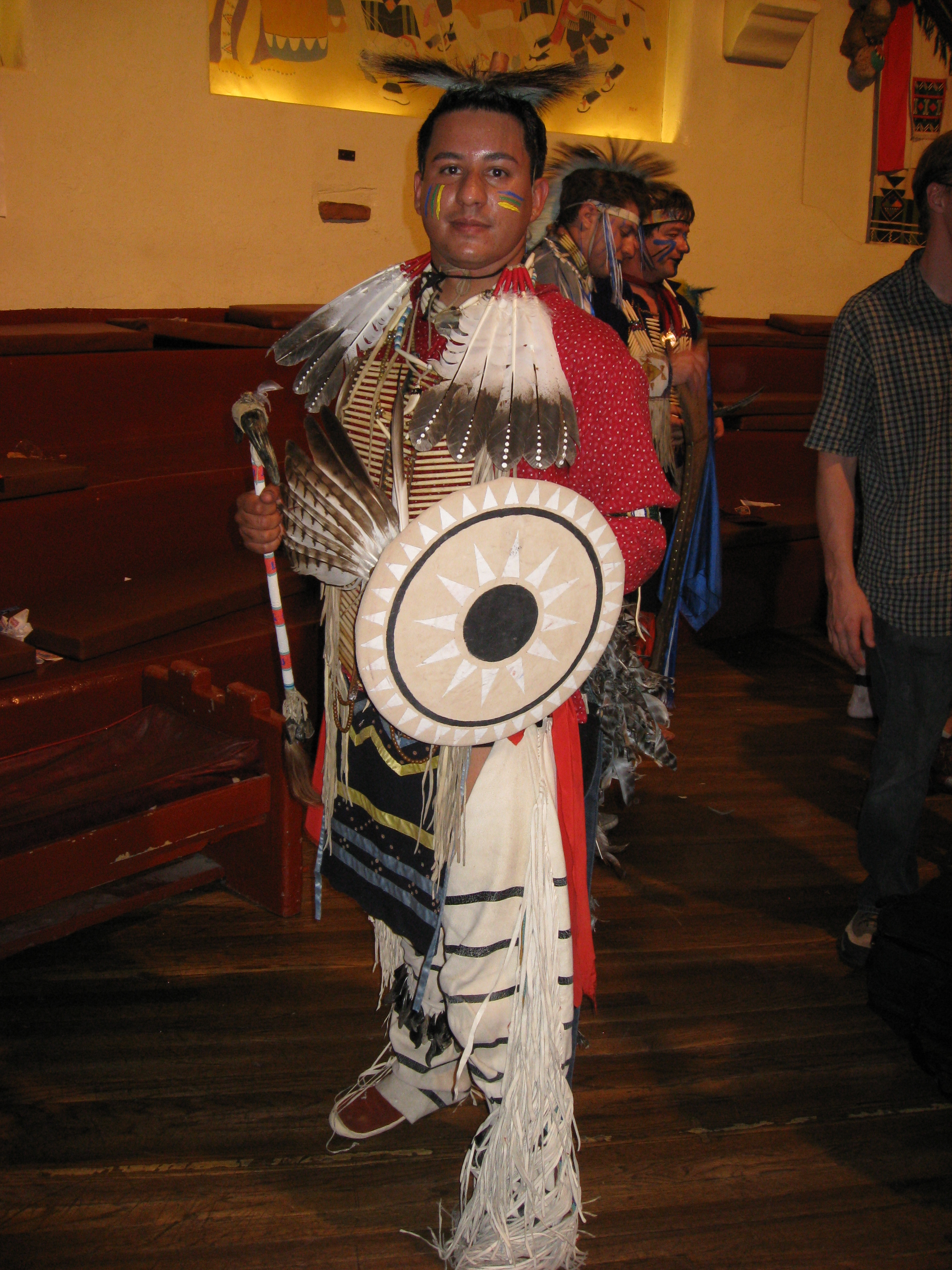
Танцівник Кошаре в ролі Індіанського воїна Сіу

На додаток до виконання вимог бойскаутів, члени виділяють додатковий час, щоб вивчити культуру корінних американців, обрядові танці та відтворити індіанський стиль одягу. Кошаре можуть підвищувати сій чин в окремих племенах, виконуючи різноманітні скаутські дії та виконуючи вимоги до чину. Три різні племена, танцювальні стилі яких представлені, включають кайова, сіу та навахо . 
Нових членів називають Дітьми. Їхній вік має становити принаймні 11 років, але не більше 18, або ж вони здобули та мають таку нагороду як - Стріла Світла, яка є найвищою нагородою Старший Скаут-Розвідник. 
Здобувши звання Зоряний Скаут, їм надається можливість працювати над задовільненням вимог до статусу Кошарський захисник. Щоб стати захисником, скаут повинен мати середній бал у школі на "3", отримати знак за заслуги в індіанських знаннях, добре вправлятися в п'яти індіанських танцях кошаре, демонструвати хороше скаутське ставлення, прочитати п'ять книг про індіанську культуру, створити добре досліджене спорядження та бути обраним страшими за чином членами Кошаре.
Під званням «Хоробрий», розвідник може стати ватажком клану, по одному ватажку для кожного з трьох племен після того, як він досяг звання орла-розвідника . Крім того, щорічно проводяться вибори одного Орла-Розвідника, який буде головним та відповатиме за всіх інших членів. 
Клоуни, розмальовані у чорно-білі кольори, виступають між танцями, щоб створити комічну та легку атмосферу, глузуючи з натовпу та імітуючи танцюристів. У культурі Пуебло клоуни, або Кошаре, допомагають зобразити неприйнятну поведінку та навчати моральним цінностям. 
У 1995 році, намагаючись зробити танці більш автентичними, щороку дозволяється виступати двом дівчатам. Завдяки цьому успіху, у 2003 році до виступів стали регулярно запрошувати дівчат і була створена «дівоча програма». 

### 75-річчя

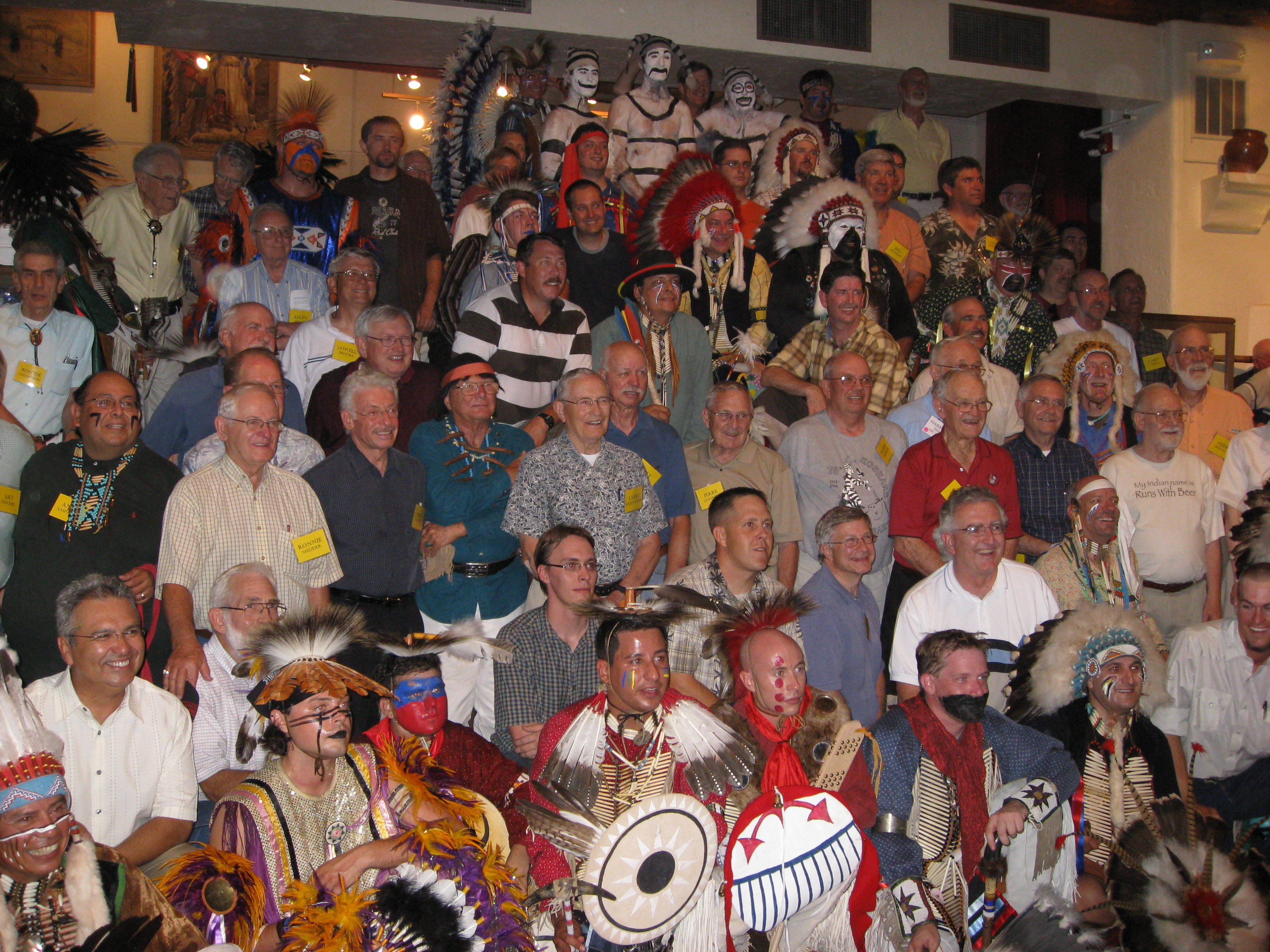
Групове фото теперішніх і колишніх індіанських танцюристів Кошаре на святкуванні 75-ї річниці

25 липня 2008 року Кошаре відзначили своє 75-річчя зустріччю у киві.  Усі колишні учасники були запрошені на вечірню виставу до теперішніх учасників. Двоє перших учасників, Білл Сіссон і Боб Інман, були присутні разом із сотнями учасників всіх поколінь. 

## Відповіді корінних американців

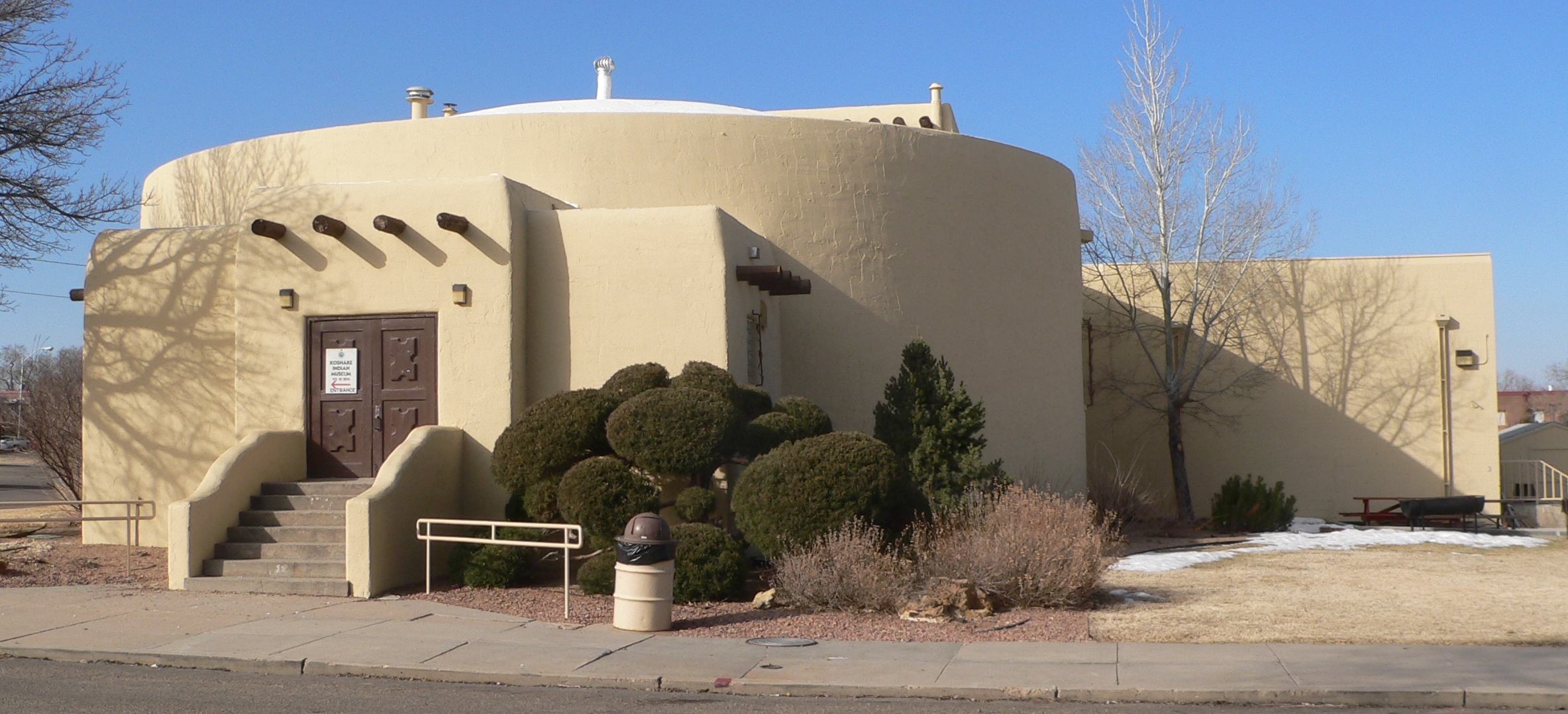
Індіанський музей Кошаре в Ла Хунта, Колорадо

У четвертому розділі своєї книги «Гра в індіанців» корінний індіанський історик Філіп Дж. Делоріа висвітлює індіанський музей і танцюристів Кошаре як « любителів об’єктів», які переймають матеріальну культуру народів минулого (« зникаючих індіанців ») в цей час як не можуть налагодити тісний контакт з сучасними корінними народами.   Деякі корінні жителі Америки заявили, що всі подібні імітації та вистави є формою культурного присвоєння, яке поміщає танець і костюми в невідповідний контекст, позбавлений їх справжнього значення, іноді поміщаючи елементи в плутанину різних племен. 
Почуття головного радника племені Зуно Пуебло були задіто виставою, яка відбулась у 1950-х роках. «Ми знаємо, що ваші серця добрі, — сказав він, — але навіть із добрим серцем ви зробили погану вчинок». Під час наступних дебатів у Ла Хунті член спільноти Зуні заявив: «Ці боги могутні, і вони вам не належать».  У культурі Зуні релігійні предмети та практики призначені лише для тих, хто заслужив право брати участь, дотримуючись технік і молитов, які передавалися поколіннями.  Точка зору Кошаре на цей інцидент представлена в «За масками зуні». 
У травні 1972 року сотні корінних американців, у тому числі члени Руху американських індіанців (РАІ) і місцевого індіанського центру, вийшли на мітинг на тему танцюристів Кошаре, який спонсорувавався містом Топека, штат Канзас . Обурення членів Індіанського центру та РАІ було викликане тим, що замість автентичної індіанської групи барабанщиків і танцюристів, було найнято Кошаре. Намір полягав не тільки в тому, щоб протестувати проти танцюристів, яким платили 2000 доларів, але й зламати барабан, що належить групі Кошаре. П'ятьом представникам руху американських індіанців вдалося прорвати групу поліцейських, які охороняли танцюристів. Вони не дійшли до сцени, і принаймні одного учасника РАІ офіцери побили на землю. РАІ вважав, що вони привернули увагу громадськості, а інцидент «Індіанці проти скаутів» призвів до збентеження влади міста Топіка. 
У 2015 році танці «Зимова ніч» були скасовані після отримання запиту від Управління збереження культури (УЗК) нації Хопі з проханням припинити використання танців притаманних таким племенам як: Хопі і Пуебло.  Коли Лі Куванвісівма, директор УЗК, дізнався про програму в 2016 році та побачив онлайн відео деяких виступів, він збентежений. Виконавці, за його словами, "вони виконували наші танці, які не відповідали настрою, як я вважаю".  Кошаре відновили свій розклад виступів, не спілкуючись з корінними американцями. 